# 長野県道183号神宮寺諏訪線

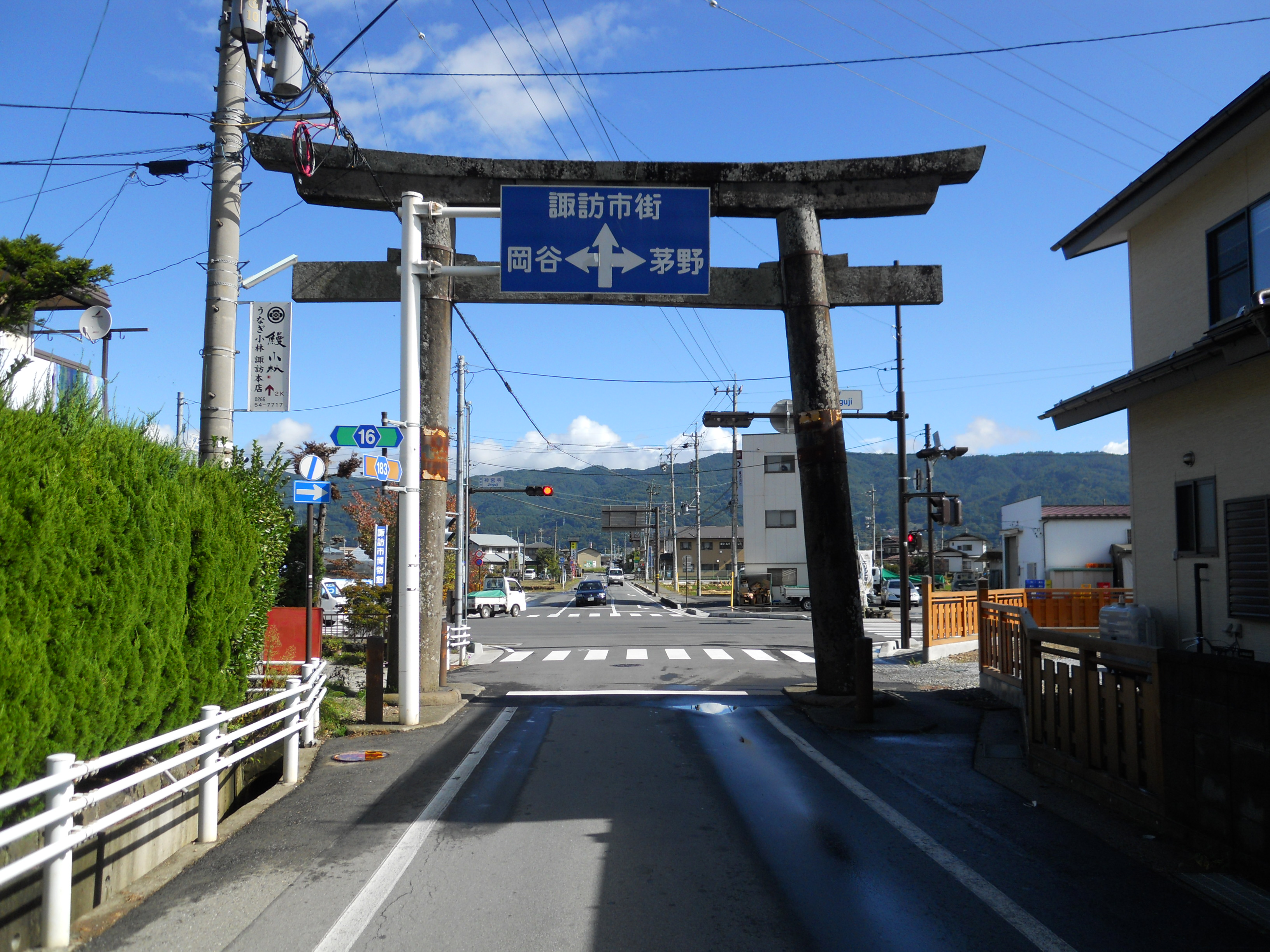
神宮寺交差点（起点）

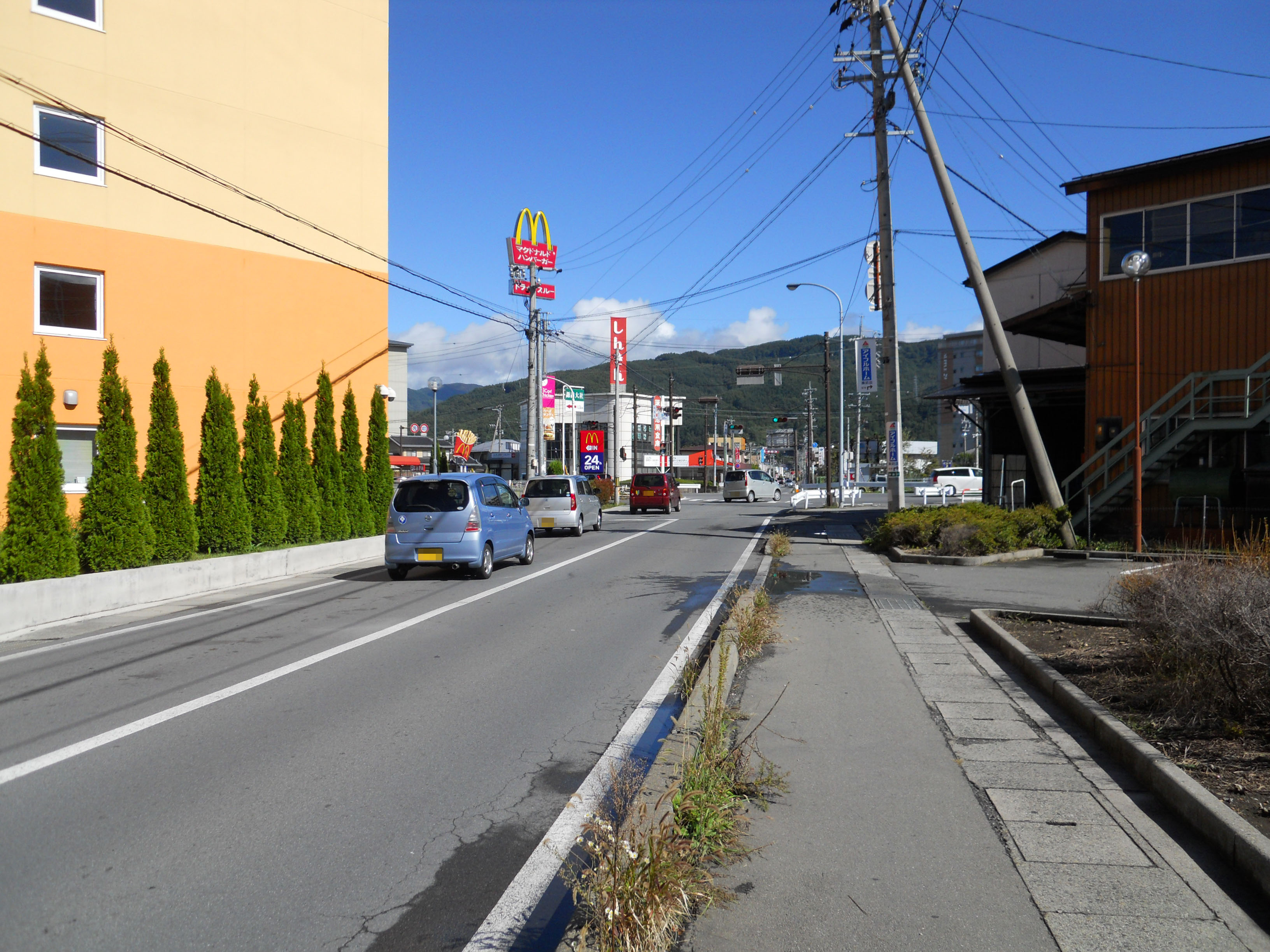
飯島交差点

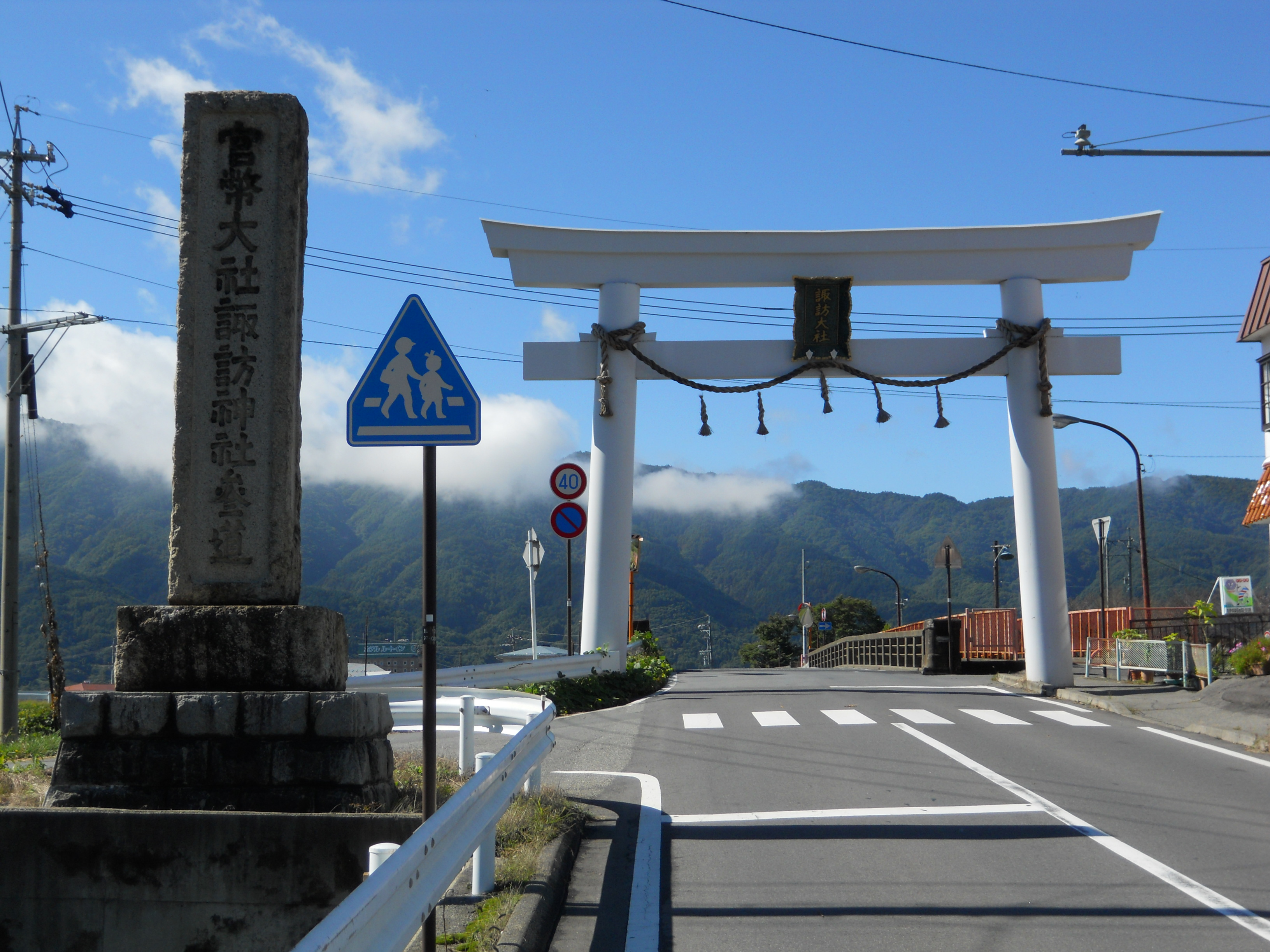
終点付近の大鳥居。道路脇の石碑には「官幣大社諏訪神社参道」とある。

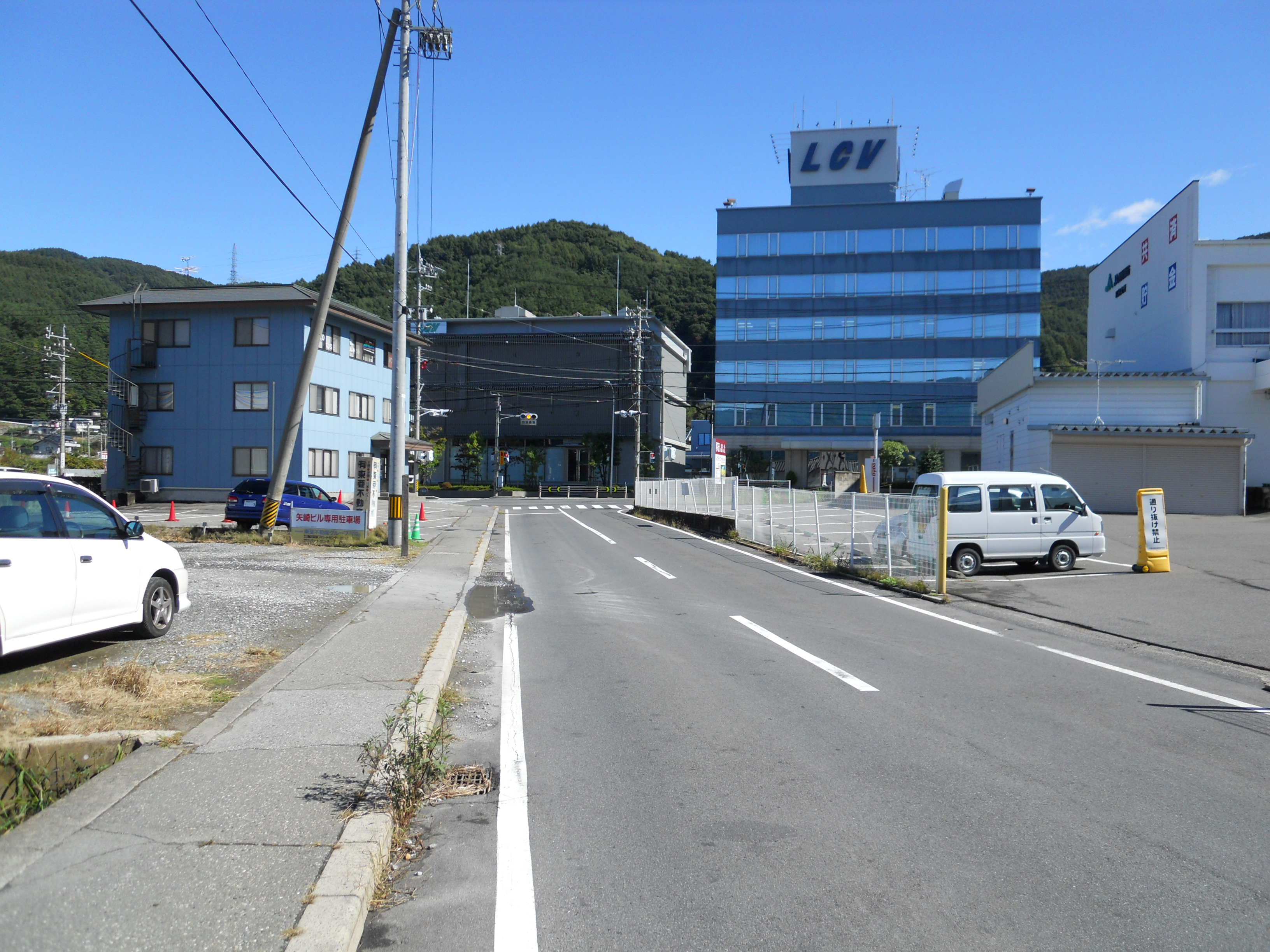
四賀桑原交差点（終点）

長野県道183号神宮寺諏訪線（ながのけんどう183ごう じんぐうじすわせん）は、長野県諏訪市の諏訪大社上社本宮と国道20号を結ぶ県道。この路線は「上社線（かみしゃせん）」とも呼ばれる。

## 概要

### 路線データ
- 起点 : 諏訪市大字中洲（神宮寺交差点、長野県道16号岡谷茅野線交点）
- 終点 : 諏訪市大字四賀（国道20号交点）

## 接続道路
- 国道20号本線および諏訪バイパス
- 長野県道16号岡谷茅野線
- 長野県道487号諏訪湖四賀線